# 9630 Castellion
9630 Castellion este un asteroid din centura principală de asteroizi.

## Descriere
9630 Castellion este un asteroid din centura principală de asteroizi. A fost descoperit pe 15 august 1993 la Caussols de Eric Walter Elst. El prezintă o orbită caracterizată de o semiaxă mare de 2,77 ua, o excentricitate de 0,16 și o înclinație de 2,8° în raport cu ecliptica.